# グッバイ・クルエル・ワールド
グッバイ・クルエル・ワールド(Goodbye Cruel World)は、1984年に発表されたエルヴィス・コステロ&ジ・アトラクションズのアルバム。

## 解説
エルヴィス・コステロにとって9枚目のアルバム。プロデューサーはクライヴ・ランガーとアラン・ウィンスタンリー。
当時コステロは私生活に問題（離婚の危機や破産の危機など）を抱えており、この作品の作風に影響を与えている。コステロ自身は前作『パンチ・ザ・クロック』同様、本アルバムには批判的な見解を述べているが、プロデュースしたクライヴとアラン個人に対する批判ではなく、本作の楽曲がクライヴとアランのプロデュースを必要としていなかったという見解を持っている。商業的な理由で数曲にクライヴとアランのテクニックをつぎ込み、代わりに残りの曲をシンプルなアレンジにすることで妥協をしたとのことである。
このアルバムからは「アイ・ワナ・ビー・ラヴド - I Wanna Be Loved」、「ジ・オンリー・フレイム・イン・タウン - The Only Flame in Town」、「ピース・イン・アワ・タイム - Peace in Our Time」がシングルカットされた。「アイ・ワナ・ビー・ラヴド - I Wanna Be Loved」はティーチャーズ・エディションというシカゴのR&Bバンドが70年代に発表したシングルのB面の曲で、スクリッティ・ポリッティのグリーン・ガートサイドがコーラスで参加している。「ジ・オンリー・フレイム・イン・タウン - The Only Flame in Town」ではダリル・ホールとデュエットしPVにも出演している。「ピース・イン・アワ・タイム - Peace in Our Time」はプロテストソングで「エルヴィス・コステロ」ではなく「ジ・インポスター」名義でリリースされた。
「ザ・コメディアンズ - The Comedians」は、後にロイ・オービソンに提供した際にコステロ自身が改作しており、オービソンのヴァージョンはスタジオ・アルバム『ミステリー・ガール』（1989年）やライヴ・アルバム『ブラック・アンド・ホワイト・ナイト』（1989年）に収録された。
1995年のRykodisc盤の本人によるライナーノーツの冒頭には「おめでとうございます。あなたは我々のワーストアルバムを購入しました」と書いてある。2004年のRHINO盤では、200本のたばこにカメオ出演した際に、若手の女優からかなり聴き込んだとおもわれる本作のLP盤にサインを頼まれたことに言及し、「おめでとうございます。あなたは我々のワーストアルバムを購入しました」と書いたことに少し罪悪感を持ったとのことである。

## 収録曲
1. ジ・オンリー・フレイム・イン・タウン - The Only Flame in Town
2. ホーム・トゥルース - Home Truth
3. ルーム・ウィズ・ノー・ナンバー - Room with No Number
4. インチ・バイ・インチ - Inch By Inch
5. ウォースレス・シング - Worthless Thing
6. ラヴ・フィールド - Love Field
7. アイ・ワナ・ビー・ラヴド - I Wanna Be Loved
8. ザ・コメディアンズ - The Comedians
9. ジョー・ポーターハウス - Joe Porterhouse
10. サワー・ミルク＝カウ・ブルース - Sour Milk-Cow Blues
11. ザ・グレート・アンノウン - The Great Unknown
12. ザ・ディポーティーズ・クラブ - The Deportees Club
13. ピース・イン・アワ・タイム - Peace in Our Time

## Bonus tracks (1995 Rykodisc)
1. ターニング・ザ・タウン・レッド - Turning the Town Red
2. ベイビー・イッツ・ユー - Baby It's You
3. ゲット・ユアセルフ・アナザー・フール - Get Yourself Another Fool
4. アイ・ホープ・ユーア・ハッピー・ナウ - I Hope You're Happy Now
5. ジ・オンリー・フレイム・イン・タウン - The Only Flame in Town (Live)
6. ウォースレス・シング - Worthless Thing (Live)
7. モーテル・マッチズ - Motel Matches (Live)
8. スリープレス・ナイツ - Sleepless Nights (Live)
9. ディポートティー - Deportee
10. ウィザード・アンド・ダイド - Withered and Died

## Bonus disc (2004 Rhino)
1. ジ・オンリー・フレイム・イン・タウン（オルタネイト・ヴァージョン） - The Only Flame in Town (Alternateversion)
2. ヤング・ボーイ・ブルース（デモ） - Young Boy Blues
3. ターニング・ザ・タウン・レッド - Turning the Town Red
4. アイ・ホープ・ユーア・ハッピー・ナウ - I Hope You're Happy Now
5. トゥモロウズ（ジャスト・アナザー・デイ） - Tomorrow's (Just Another Day)
6. ゲット・ユアセルフ・アナザー・フール - Get Yourself Another Fool
7. ベイビー・イッツ・ユー - Baby It's You
8. アイ・ワナ・ビー・ラヴド（デモ） - I Wanna Be Loved (Demo version)
9. ザ・グレイト・アンノウン（デモ） - The Great Unknown (Demo version)
10. シー・ラヴス・ザ・ジャーク（デモ） - She Loves the Jerk (Demo version)
11. ターニング・ザ・タウン・レッド（デモ） - Turning the Town Red (Demo version)
12. ピース・イン・アワ・タイム（デモ） - Peace in Our Time (Demo version)
13. ウィザード・アンド・ダイド - Withered and Died
14. ザ・コメディアンズ（デモ） - The Comedians (Demo version)
15. インチ・バイ・インチ（デモ） - Inch By Inch (Demo Version)
16. ミステリー・ヴォイス（デモ） - Mystery Voice (Demo version)
17. ジョー・ポーターハウス（デモ） - Joe Porterhouse (Demo version)
18. タウン・ホエア・タイム・ストゥッド・スティル - The Town Where Time Stood Still (Demo version)
19. ブルー・マーダー・オン・ユニオン・アヴェニュー（デモ） - Blue Murder on Union Avenue (Demo version)
20. ホーム・トゥルース - Home Truth (Demo version)
21. ジ・オンリー・フレイム・イン・タウン（ライヴ） - The Only Flame in Town (Live)
22. ウォースレス・シング（ライヴ） - Worthless Thing (Live)
23. スリープレス・ナイツ（ライヴ） - Sleepless Nights (Live)
24. ホワット・アイ・ライク・モースト・アバウト・ユー・イズ・ユア・ガールフレンド（ライヴ） - What I Like Most About You Is Your Girlfriend (Live)
25. モーテル・マッチズ（ライヴ） - Motel Matches (Live)
26. ラヴ・フィールド（ライヴ） - Love Field (Live)